# District Nozjaj-Joertovski
Het district Nozjaj-Joertovski (Russisch: Ножай-Юртовский район; [Nozjaj-Joertovski rajon], Tsjetsjeens: Нажи-Йуьртан кӀошт, Noʒi-Iourtan Khoşt) of district Nozjaj-Joert is een district (rajon) in het zuidoosten van de Russische autonome republiek Tsjetsjenië. Het district had 40.542 inwoners bij de Russische volkstelling van 2002. In 1995 woonden er naar schatting 45.000 mensen en in 2004 rapporteerde de districtoverheid ook een bevolking van 45.000 mensen, waarvan 15.000 kinderen (0-17 jaar), verspreid over 40 dorpen. Het bestuurlijk centrum is Nozjaj-Joert.
Het gebied ligt erg afgelegen in een bergachtig gebied, waardoor het grootste deel van de bevolking slechts beperkt toegang heeft tot gezondheidszorg. De sterftecijfers behoren tot de hoogste van Tsjetsjenië (2004). De zuigelingensterfte bedraagt 41,4 per 1000 geboorten en de perinatale sterfte is erg hoog met 40,8 per 1000 geboorten. Het geboortecijfer is echter toch relatief hoog met 20 per 1000 inwoners en de vroege neonatale sterfte bedraagt 9,4 per 1000 geboorten.